# Чілгіл 6
Чілгіл 6 (англ. Chilhil 6) — індіанська резервація в Канаді, у провінції Британська Колумбія, у межах регіонального округу Сквоміш-Лілует.

## Населення
За даними перепису 2016 року, індіанська резервація нараховувала 70 осіб. Середня густина населення становила 27,5 осіб/км².
З офіційних мов обидвома одночасно не володів жоден з жителів, тільки англійською — 65. Усього 5 осіб вважали рідною мовою не одну з офіційних, з них усі — одну з корінних мов.
Працездатне населення становило 60% усього населення, рівень безробіття — 50%.

## Клімат
Середня річна температура становить 4,4°C, середня максимальна – 18,2°C, а середня мінімальна – -11,5°C. Середня річна кількість опадів – 519 мм.
| Клімат поселення                              | Клімат поселення | Клімат поселення | Клімат поселення | Клімат поселення | Клімат поселення | Клімат поселення | Клімат поселення | Клімат поселення | Клімат поселення | Клімат поселення | Клімат поселення | Клімат поселення | Клімат поселення |
| Показник                                      | Січ.             | Лют.             | Бер.             | Квіт.            | Трав.            | Черв.            | Лип.             | Серп.            | Вер.             | Жовт.            | Лист.            | Груд.            |                  |
| Середній максимум, °C                         | 0,12             | 2,69             | 5,71             | 9,37             | 13,69            | 17,51            | 17,96            | 18,18            | 14,05            | 8,67             | 1,93             | −2,08            |                  |
| Середня температура, °C                       | −5,67            | −3,09            | −0,11            | 3,56             | 7,89             | 11,71            | 14,65            | 14,87            | 10,74            | 5,35             | −1,38            | −5,39            |                  |
| Середній мінімум, °C                          | −11,48           | −8,88            | −5,9             | −2,23            | 2,10             | 5,93             | 11,32            | 11,56            | 7,42             | 2,02             | −4,7             | −8,72            |                  |
| Норма опадів, мм                              | 51               | 35               | 28               | 28               | 44               | 50               | 50               | 39               | 36               | 40               | 60               | 58               |                  |
| Середньомісячна швидкість вітру, м/с          | 2.19             | 2.29             | 2.61             | 2.84             | 2.65             | 2.56             | 2.38             | 2.19             | 2.10             | 2.34             | 2.37             | 2.19             |                  |
| Середньомісячна сонячна радіація, кДж/м²·день | 3281             | 6332             | 10811            | 15733            | 19225            | 20833            | 21709            | 18470            | 12963            | 7318             | 3527             | 2593             |                  |
| --------------------------------------------- | ---------------- | ---------------- | ---------------- | ---------------- | ---------------- | ---------------- | ---------------- | ---------------- | ---------------- | ---------------- | ---------------- | ---------------- | ---------------- |
| Джерело:                                      |                  |                  |                  |                  |                  |                  |                  |                  |                  |                  |                  |                  |                  |